# Pimentelia hertigi
Pimentelia hertigi es una especie de insecto coleóptero de la familia Chrysomelidae. Fue descrita científicamente en 1931 por Laboissiere.